# 马克斯·德屈吉
马克斯·德屈吉（法語：Max Decugis，1882年9月24日—1978年9月6日），法国男子网球运动员。他曾代表混合队、法国参加1900年和1920年夏季奥林匹克运动会网球比赛，获得一枚金牌、一枚银牌和一枚铜牌。